# Glagahwero (Panti)
Glagahwero is een bestuurslaag in het regentschap Jember van de provincie Oost-Java, Indonesië. Glagahwero telt 4999 inwoners (volkstelling 2010).